# La Résie-Saint-Martin
La Résie-Saint-Martin è un comune francese di 162 abitanti situato nel dipartimento dell'Alta Saona nella regione della Borgogna-Franca Contea.

## Società

### Evoluzione demografica
Abitanti censiti